# Nubeculariidae
Nubeculariidae es una familia de foraminíferos bentónicos de la superfamilia Cornuspiroidea, del suborden Miliolina y del orden Miliolida. Su rango cronoestratigráfico abarca desde el Anisiense (Triásico medio) hasta la Actualidad.

## Clasificación
Nubeculariidae incluye a las siguientes subfamilias y géneros:
- Subfamilia Nodophthalmidiinae
  - Gheorghianina †
  - Nodophthalmidium
  - Stellarticulina †
- Subfamilia Nodobaculariinae
  - Circinatiella †
  - Nodobacularia †
  - Nubeculina
- Subfamilia Meandroloculininae
  - Meandroloculina †
- Subfamilia Nubeculinellinae
  - Calcituba
  - Cornuspiramia
  - Hechtina
  - Nubeculinita
  - Nubeculopsis
  - Sinzowella †
  - Vinelloidea †
  - Webbina
- Subfamilia Nubeculariinae
  - Gymnesina
  - Nubecularia
- Subfamilia Spiriamphorellinae
  - Spiriamphorella †
- Subfamilia Costiferinae
  - Costifera †
  - Siculocosta †

Otros géneros considerados en Nubeculariidae son:
- Amorphina de la subfamilia Nubeculariinae, aceptado como Nubecularia
- Amphorella † de la subfamilia Spiriamphorellinae, aceptado como Spiriamphorella
- Foraminella de la subfamilia Nodophthalmidiinae, considerado subgénero de Nodophthalmidium, Nodophthalmidium (Foraminella)
- Nubeculinella de la subfamilia Nubeculinellinae, aceptado como Vinelloidea
- Ormathascia de la subfamilia Nodobaculariinae, aunque de posición taxonómica incierta
- Pseudonubeculina de la subfamilia Nodobaculariinae, aceptado como Nodobacularia
- Rhizonubecula de la subfamilia Nubeculinellinae, aceptado como Cornuspiramia
- Sarmatiella de la subfamilia Nodophthalmidiinae, aceptado como Nodophthalmidium
- Webbum de la subfamilia Nubeculariinae, aceptado como Webbina